# Učenik (kršćanstvo)
U povijesti kršćanstva, učenicima su se nazivali pratitelji i pristaše Isusa u doba njegove službe. Dok je Isus imao veliki broj sljedbenika, izraz učenik obično se rabi za Dvanaestoricu apostola, uži krug ljudi koji je možda predstavljao dvanaest plemena Izraela. Uz Dvanaestoricu, evanđelja i Djela apostolska navodi različiti broj učenika koji je varirao od 70 i 120 do "rastuće mase". Isus je prihvaćao žene i grješnike (one koji su prekršili zakone o čistoći) među svoje sljedbenike, iako nije jasno da li su bili učenici. U Djelima se navodi kako i sami apostoli imaju učenike.

## Isusovi učenici
Isus iz Nazareta je tijekom života oko sebe okupljao brojne učenike. Biblijska tradicija među njima izdvaja dvanaestoricu bliskih učenika, nazvanih poslanicima ili apostolima (gr. apo - "od" + stellein - "slati"), koje je Isus izabrao i poslao da šire evanđelje narodima. Novi zavjet navodi sljedeće osobe kao apostole:
Među Isusovim bliskim učenicima je bilo i onih koji ne spadaju u apostole, poput Jakova Pravednog. Jakov nije bio apostol (poslanik), jer nije nigde odaslat da širi evanđelje, već je ostao u Jeruzalemu kao glava crkve.

## Isusove učenice
U ranokršćanskim i nekršćanskim dokumentima jedan broj žena spominje se u ulozi rođaka, družbenica i sljedbenica Isusa Krista. One su, štaviše, i prvi svjedoci njegovog raspeća, pogreba, uskršenja, ali i ravnopravne sugovornice, voljene žene, itd. U nekim gnostičkim dokumentima se vidi da Marija iz Magdale ravnopravno sudjeluje u razgovorima s Isusom, pored drugih, muških apostola, pa čak i prednjači u odnosu na njih u pojedinim dijalozima
Neke od žena koje se spominju kao Isusove učenice su:
- Marija Magdalena
- Marija Kleopova
- Marta
- Ivana (učenica)
- Saloma (učenica)
- Suzana (učenica)
- Arsinoja (učenica)

Treba spomenuti i nepoznatu Samarićanku koju Isus sreće na putu.

## Vanjske poveznice
- Blue Letter Bible Greek Lexicon page for "disciple"  Arhivirana inačica izvorne stranice od 9. prosinca 2012. (Wayback Machine)
- Catholic Encyclopedia: Disciple